# Kevin Trapp
Kevin Trapp, född 8 juli 1990 i Merzig, är en tysk fotbollsmålvakt som spelar för Eintracht Frankfurt.

## Klubbkarriär
Den 31 augusti 2018 lånades Trapp ut till Eintracht Frankfurt på ett låneavtal över säsongen 2018/2019. Den 7 augusti 2019 skrev han på ett femårskontrakt med Eintracht Frankfurt.

## Landslagskarriär
I november 2022 blev Trapp uttagen i Tysklands trupp till VM 2022.